# 조산초등학교 (강원)
조산초등학교는 대한민국 강원특별자치도 양양군에 있는 초등학교다.

## 학교 연혁
- 1944.04.10 조산공립국민학교 개교
- 1981.03.01 조산국민학교 병설유치원 개원
- 1996.03.01 조산초등학교로 명칭 변경
- 1999.09.01 적은분교장 폐교 통합
- 2009.02.04 조산초등 영어체험교실 개관
- 2012.09.25 해월관(체육관) 개관식
- 2014.02.17 제62회 졸업식(총 2,470명)
- 2014.03.01 제22대 김헌수 교장 부임